# 田丸藩

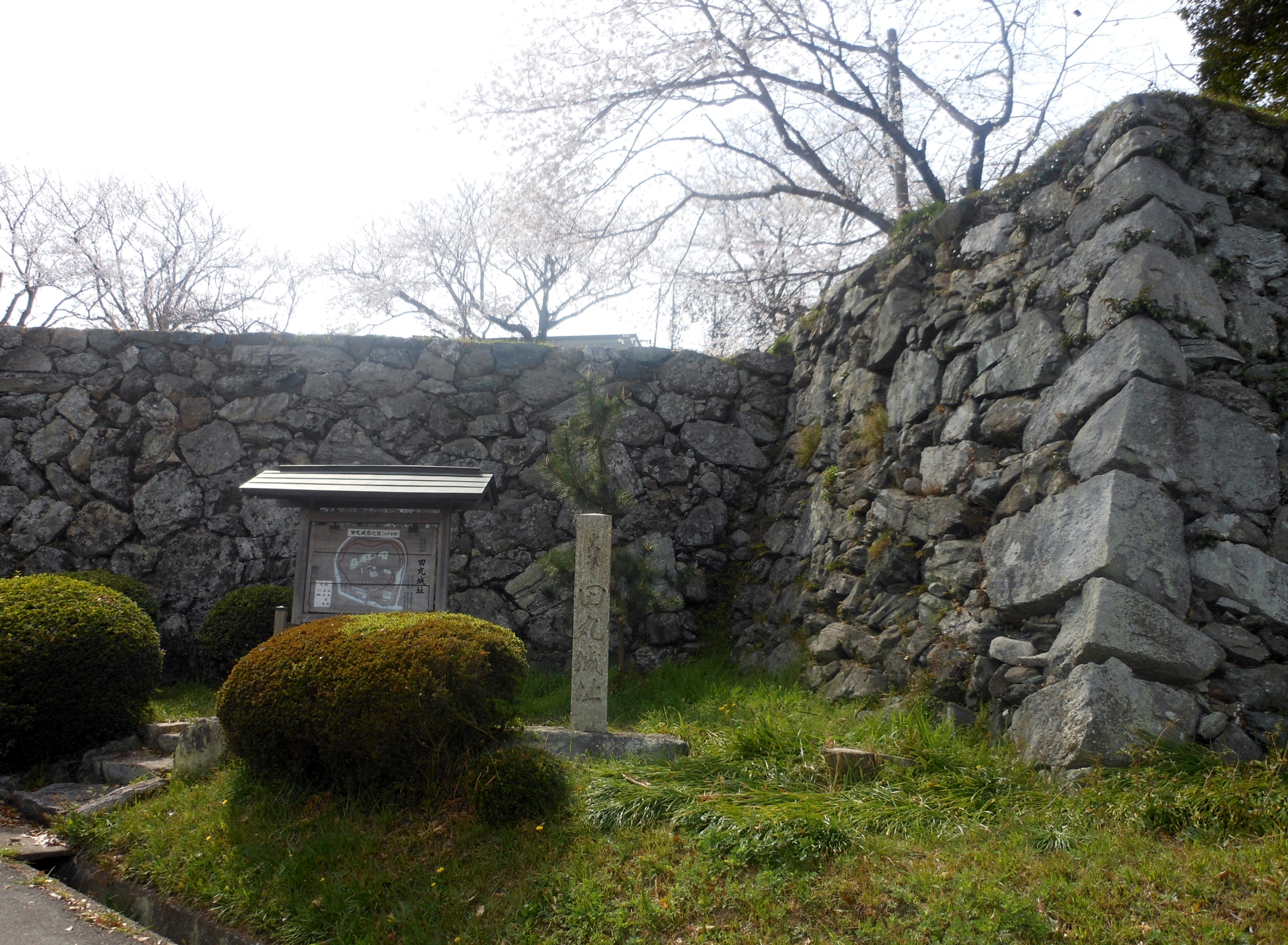
田丸城跡

田丸藩（たまるはん）は、伊勢国度会郡の田丸城（現在の三重県度会郡玉城町田丸字城山）を居城として、江戸時代初期に短期間存在した藩。関ヶ原の合戦後、伊勢岩出城主・稲葉道通が加増を受け、田丸城に移って4万5700石を領したが、大坂の陣後の1616年に摂津中島藩に移封されて廃藩となった。
その後、1619年に田丸は紀州藩領となり、御附家老の久野宗成が田丸城代に任じられた。以後、久野家が田丸城代を継承して明治初年に至る。田丸家は紀州藩田丸領を管轄し、うち1万石を知行地とした。一般的な「藩」の定義からは外れるものの、田丸久野家の知行地ないしは管轄地についても「田丸藩」と呼称されることがある。本記事では紀州藩田丸領についても言及する。

## 歴史

### 前史
14世紀前半（南北朝時代）、伊勢国司北畠氏によって田丸城が築かれ、15世紀から16世紀にかけて北畠氏による領域支配の重要拠点として機能した。戦国期には北畠氏一族の田丸氏が居城としたが、織田信長の南勢侵攻を経て、北畠家の養子となった信長の子・織田信雄（当時の名は北畠具豊）が天正3年（1575年）に田丸城を居城として改修を行い、田丸直昌は岩出城（岩手城）に移った。その後、織田信雄は大河内城に居城を移し、田丸直昌が田丸城主に復帰する。
天正18年（1590年）、田丸直昌は奥州三春に移され、牧村利貞が岩出城主となって2万石を領した。田丸城は牧村利貞の預かりとなり、実父の稲葉重通が城代となったとされる。文禄2年（1593年）、牧村利貞が病死すると、利貞の実弟である稲葉道通が跡を継いだ。文禄3年（1594年）、稲葉道通は伏見城の工事にあたり5700石を加増された。

### 稲葉氏の田丸藩
関ヶ原の戦いにおいて、稲葉道通は東軍に与し、伊勢国において西軍に与した九鬼嘉隆らと戦った。これが功績とされ、戦後に2万石を加増されて伊勢田丸城を与えられ、4万5700石を領した。道通は田丸城に移り、これによって田丸藩が立藩したと見なされる。道通は田丸城の大規模な修築を行った。
慶長12年（1607年）に道通は死去し、子の稲葉紀通（5歳）が家督を継承した。
慶長19年（1614年）の大坂冬の陣において、紀通は松平忠明（舅にあたる）・西尾光教などともに戦い、翌慶長20年/元和元年（1615年）の夏の陣では本多忠政（伊勢桑名藩主）の麾下に属した。夏の陣後、松平忠明は大坂城に入って10万石を領した（大坂藩）。翌元和2年（1616年）、稲葉紀通は領地替えにより摂津中島藩に移された。これにより田丸藩は廃藩となった。

### 津藩領
元和3年（1617年）、大坂の陣の功績を理由として、津藩主藤堂高虎に田丸領5万石が加増された。加納藤左衛門が田丸領の代官となった。

### 紀州藩田丸領と田丸久野家
元和5年（1619年）、駿河・遠江で50万石を支配していた駿府藩主・徳川頼宣が紀伊国和歌山55万5000石に移された。紀州徳川家の治める紀州藩の成立であるが、その領地は紀伊一国のみならず伊勢国内の約18万石も含まれる。この際に田丸は紀州藩領となり、遠江久野城主であった久野宗成が1万石を与えられて田丸城に入った。以後、久野家が田丸城代を務め、紀州藩田丸領の管轄に当たった。
紀州藩では「四家」と呼ばれる、万石以上の知行を有する重臣家があり、他の家臣たちとは懸隔した石高を有した。久野家もその一家である。
- 紀伊田辺城主（3万7000石） 安藤家
- 紀伊新宮城主（3万5000石） 水野家
- 紀伊貴志城主（1万6300石） 三浦家
- 伊勢田丸城主（1万石） 久野家

紀州藩は伊勢国内の領地を松坂領・白子領・田丸領の3地域に分けて管轄したため、伊勢国内の紀州藩領は「伊勢三領」「勢州三領」と総称される。田丸領は、享保13年（1728年）成立の「御領分諸色数并土地之事」によれば231か村・6万2013石を管轄していた。久野家の1万石の知行地は田丸領の中に所在した。
田丸城主の久野家は伊勢神宮への「神馬」奉納を寛永20年（1695年）から文久元年（1861年）まで計14回、内宮に行っている。
幕末期の久野家当主・久野純固は、嘉永6年（1853年）に海岸防御御用掛に任じられて紀州藩の海防政策の中心を担った。同時に文人として知られ、園芸にも関心を有した。

#### 明治初年の動向
大政奉還後、紀州藩主徳川茂承は上京を命じられたものの、明治新政府に対する姿勢に嫌疑を持たれ、京都に抑留された。紀州藩は藩主の帰国を実現するべく新政府への恭順の姿勢をさまざまに示した。その過程で久野純固は伊勢三領18万石の返上を岩倉具視に内願しているが、藩政改革の断行で諸藩に範を示すという陸奥宗光の進言が功を奏したことにより、岩倉に内願を却下してもらっている。
明治2年（1869年）2月、紀州藩は伊勢三領（松坂領・白子領・田丸領）にそれぞれ民政局を置いた。
明治初年には久野家家老惣代・金森伊兵衛ら重臣15名が「誓紙血盟書」を作成し、久野宗煕（金五郎。純固の隠居により当主となった）の朝臣化と「田丸藩」独立を求める嘆願書を新政府に密かに提出している。明治2年（1869年）12月、事態を知った紀州藩は関係者を糾問し、金森らは禁固刑に処された。大名となった田辺安藤家・新宮水野家の両家と久野家との間には家格の差があったこと、両家とは異なりそれまで久野家では積極的な独立運動がなされていなかったこと、集権的な体制を目指す明治政府の方針に反することなどが、「田丸藩」の独立が認められなかった背景として推測される。
明治4年（1871年）1月、和歌山藩は伊勢三領の民政局を松坂出庁に統合した。田丸城は同年2月9日に破却された。田丸領は明治4年（1871年）7月14日の廃藩置県により和歌山藩改め和歌山県の管轄地となるが、同年11月22日に度会県に編入された。

## 歴代藩主・領主

### 稲葉家
1. 稲葉道通　（慶長5年（1600年） - 慶長12年（1607年））
2. 稲葉紀通　（慶長12年（1607年） - 元和2年（1616年））

### 久野家
1. 久野宗成 （慶長14年 - 寛永2年）
2. 久野宗晴 （寛永3年 - 承応2年）
3. 久野宗俊 （承応3年 - 宝永3年）
4. 久野俊正 （宝永3年 - 享保11年）
5. 久野俊純 （享保11年 - 安永1年）
6. 久野輝純 （安永2年 - 文化7年）
7. 久野昌純 （文化8年 - 文政6年）
8. 久野純固 （文政6年 - 明治2年）

## 領地
田丸領の村数は、天保年間では247村、幕末には250村となっており、そのうち田丸領分は72村143枝郷17所小谷である。宮川右岸の佐八村（そうちむら）・大倉村・上野村・神薗村・円座村も田丸領に含まれていた。